# طراطرة
الطـُراطرة أو التوَتارا(باللاتينية: Tuatara) (الاسم العلمي: Sphenodon)، جنس من الزواحف المستوطنة في نيوزيلندا. على الرغم من تشابهها الكبير مع السحالي، إلا أنها جزء من سلالة مميزة من رتبة منقاريات الرأس. واسم "تواتارا" مشتقة من اللغة الماورية التي تعني "القمم على الظهر". الأنواع الوحيدة الباقية من الطراطرة هي الوحيد الباقي من رتبتها. نشأ "منقاريات الرأس" خلال العصر الثلاثي (قبل حوالي 250 مليون سنة)، ووصلوت إلى التوزيع العالمي وتنوع الذروة خلال العصر الجوراسي، انقرضت قبل 60 مليون سنة باستثناء الطراطرة الحالية. أقرب أقاربها الموجودة هي الحرشفيات (السحالي والثعابين). لهذا السبب تصبح الطراطرة محل أهتمام العلماء لدراسة تطور السحالي والثعابين، ولإعادة بناء مظهر وعادات أقدم حيوانات ثنائيات الأقواس (Diapsid)، وهي مجموعة من رباعيات الأرجل السلوية التي تشمل أيضًا الديناصورات (بما في ذلك الطيور) والتماسيح.
لون الطـُراطرة بني مخضر ورمادي، ويصل طولها إلى 80 سم من الرأس إلى طرف الذيل ويصل وزنها إلى 1.3 كجم مع قمة شوكية على طول الظهر، خاصة عند الذكور. لديها صفان من الأسنان في الفك العلوي متداخلة مع صف واحد في الفك السفلي، وهو أمر فريد بين الكائنات الحية. وهي قادرة على السماع، بالرغم من عدم وجود أذن خارجية، ولديها ميزات فريدة في هيكلها العظمي.
يشار إلى الطـُراطرة أحيانًا باسم "الأحافير الحية"، مما أثار جدلاً علميًا كبيرًا. وقد تم إهمال هذ المصطلح حاليًا بين علماء الحفريات وعلماء الأحياء التطورية. وبالرغم من أن الطـُراطرة حافظت على الخصائص المورفولوجية لأسلافها من حقبة الحياة الوسطى (240-230 مليون سنة مضت)، فإنه لا يوجد دليل على وجود سجل أحفوري مستمر يدعم ذلك. تمتلك الأنواع ما بين 5 و 6 مليارات زوج قاعدي من تسلسل الحمض النووي، أي ما يقرب من ضعف ما لدى البشر.
تمت حماية الطراطرة الشائعة (Sphenodon punctatus) بموجب القانون منذ عام 1895. تم التعرف على النوع الثاني طراطرة جزيرة برذرز (Sphenodon guntheri)، (والتر بولر ، 1877) في عام 1989، ولكن منذ عام 2009 تم إعادة تصنيفها كنوع فرعي (Sphenodon punctatus guntheri). تعتبر الطراطرة كالعديد من الحيوانات الأصلية في نيوزيلندا، مهددة بفقدان الموائل وإدخال الحيوانات المفترسة لها، مثل الجرذ البولينيزي (Rattus exulans). وقد انقرضت الطراطرة في البر الرئيسي، مع بقاء أعداد متبقية محصورة في 32 جزيرة بحرية حتى تم إطلاقها الأول في جزيرة شمالية في محمية كاروري للحياة البرية المحاطة بسياج ومراقبة بشدة (تسمى الآن "زيلانديا") في عام 2005.
في أواخر عام 2008 وأثناء أعمال الصيانة الروتينية في زيلانديا، تم اكتشاف عش الطراطرة، وتم العثور على صغاره في الخريف التالي. يُعتقد أن هذه هي الحالة الأولى للطراطرة التي تتكاثر بنجاح في البرية في الجزيرة الشمالية لنيوزيلندا منذ أكثر من 200 عام.

## الوصف

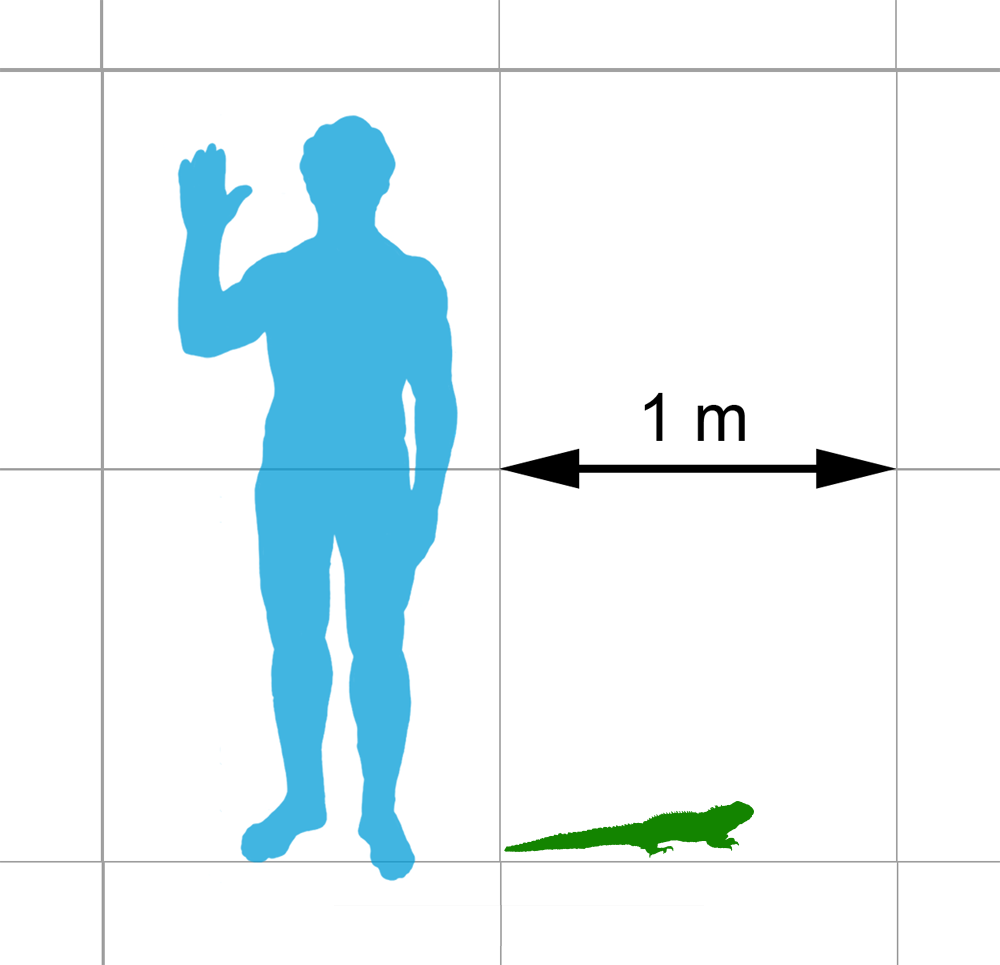
مقارنة حجم ذكور الطراطرة الشائعة مع الإنسان

تعتبر الطراطرة أكبر زواحف في نيوزيلندا. ويبلغ طول الذكور البالغة من الطراطرة الشائعة (Sphenodon punctatus) حوالي 61 سم والإناث 45 سم. والطراطرة مثنوية الشكل الجنسية، لكن الذكور أكبر. حتى أن حديقة حيوانات سان دييغو تؤكد بأن الطول يصل إلى 80 سم. ويصل وزن الذكور إلى 1 كجم والإناث حتى 0.5 كجم. وتعتبر "طراطرة جزيرة برذرز" أصغر قليلاً، ويصل وزنها إلى 660 جم. تحتوي رئتيها على حجرة واحدة بدون قصبات.
بندمج اللون البني المخضر للطراطرة مع بيئته، ويمكن أن يتغير على مدار حياته. وتتخلص الطراطرة من جلدها مرة واحدة على الأقل كل عام للبالغ منها، وثلاث أو أربع مرات سنويًا للحدث منها. يختلف في جنس الطراطرة بالأضافة إلى أختلاف الحجم. فالقمة الشوكية على ظهرها المكونة من طيات مثلثة ناعمة من الجلد أكبر عند الذكور، ويمكن أن تقوى للاستعراض. وبطن الذكر أنحف من بطن الأنثى.

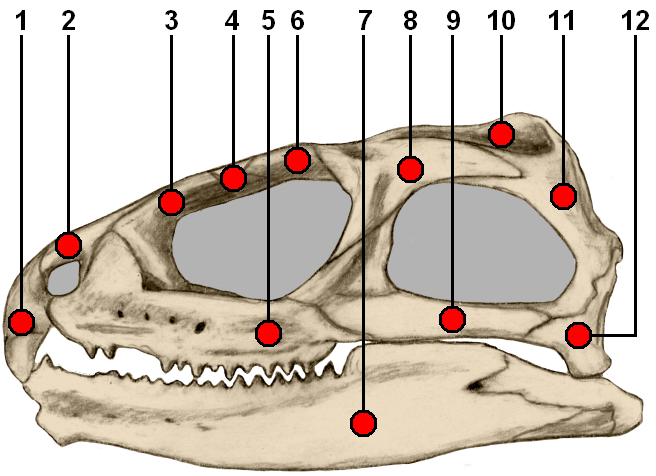
جمجمة طراطرة، تظهر الأقواس الصدغية الكاملة والعظام الفردية:

1. قادمة الفك العلوي
2. أنف
3. فص جبهي
4. جبهة
5. فك علوي
6. جبهي خلفي
7. عظم سنى
8. خلف حجاجي
9. عظم وجنى
10. عظم جدارى
11. عظم قشري
12. عظم مربع

### الجمجمة
لسلف ثنائيات الأقواس جمجمة ذات فتحتين في منطقة الصدغي - العظم الصدغي العلوي والسفلي على كل جانب من الجمجمة محاطة بأقواس كاملة. ويرتبط الفك العلوي بشدة بالجزء الخلفي من الجمجمة. وهذا يجعل الهيكل صلب جدا وغير مرن. ولجمجمة الطراطرة هيكل مماثل، مع فتحات صدغية علوية وسفلية. ومع ذلك، فإن الشريط الصدغي السفلي (يسمى أحيانًا عظم الخد) وهو غير مكتمل في بعض أحافير منقاريات الرأس، مما يشير إلى أن وجوده في الطراطرة سمة مميزة (تواسم مشتق ذاتي) وليست خاصية موروثة من سلف مشترك.
طرف الفك العلوي يشبه المنقار ويفصل بينه وبين باقي الفك سن صغير. ويوجد صف واحد من الأسنان في الفك السفلي وصف مزدوج في الجزء العلوي، والصف السفلي مناسب تمامًا بين الصفين العلويين عند إغلاق الفم. وهذا الترتيب المحدد للأسنان لا يظهر في أي زواحف أخرى؛ بالرغم من أن معظم الثعابين لديها صف مزدوج من الأسنان في فكها العلوي، إلا أن ترتيبها ووظيفتها يختلفان عن الطراطرة.
يسمح هيكل مفصل الفك بأن ينزلق الفك السفلي للأمام بعد أن يغلق بين الصفين العلويين من الأسنان. تسمح هذه الآلية للفكين بقطع الكايتين والعظام. تشير الأحفافير إلى أن آلية الفك قد بدأت في التطور منذ 200 مليون سنة على الأقل. لا تتبدل الأسنان لديها، ومع تآكل أسنانها، يتعين على الطراطرة الأكبر سنًا التحول إلى الفرائس الأكثر ليونة كديدان الأرض واليرقات والبزاق، وفي النهاية يتعين عليها مضغ طعامها من بين عظام الفك الملساء. من المفاهيم الخاطئة الشائعة أن الطراطرة تفتقر إلى الأسنان وبدلاً من ذلك لها نتوءات حادة على عظم الفك، على الرغم من أن علم الأنسجة يظهر أن لديها مينا وعاجًا مع تجاويف اللب.
دماغ الطراطرة يملأ فقط نصف حجم بطانة الجمجمة. وقد تم استخدام هذه النسبة بالفعل من قبل علماء الأحافير في محاولة لتقدير حجم أدمغة الديناصورات بناءً على الحفريات. ومع ذلك، قد لا تكون نسبة بطانة قحف الطراطرة التي يشغلها دماغها دليلًا جيدًا جدًا لنفس النسبة في الديناصورات من حقبة الحياة الوسطى لأن الطيور الحديثة هي ديناصورات على قيد الحياة ولكن لديها أدمغة تشغل حجمًا نسبيًا أكبر بكثير في داخل القحف.

### الأعضاء الحسية

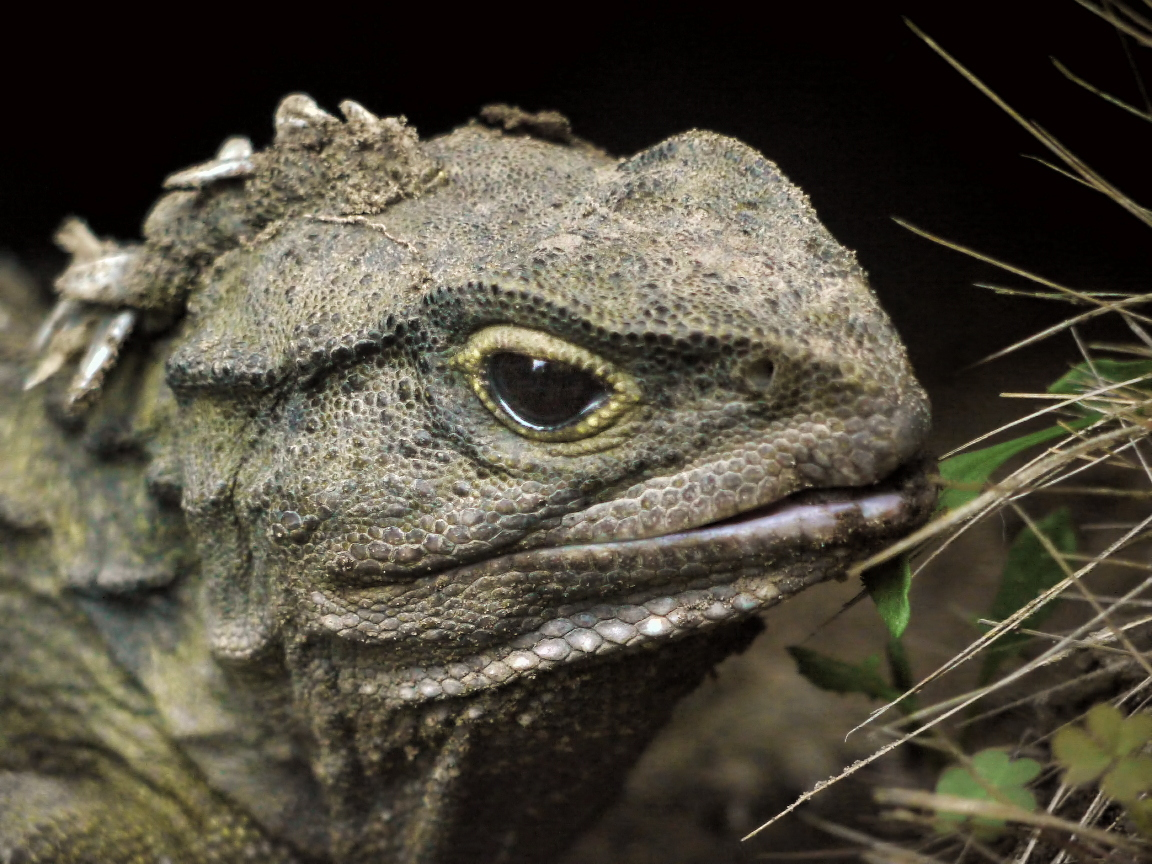
صورة مقربة لرأس الطراطرة

#### العيون
يمكن للعينين التركيز بشكل مستقل، وهما متخصصتان في ثلاثة أنواع من الخلايا المستقبِلة للضوء، وكلها ذات خصائص هيكلية دقيقة لخلايا الشبكية المخروطية المستخدمة في الرؤية الليلية والنهارية على حد سواء، و البِساطُ الشَّفَّاف الذي ينعكس على الشبكية لتحسين الرؤية في الظلام. ويوجد أيضًا جفن ثالث على كل عين، وهو الغشاء الرماش. توجد خمسة جينات أوبسين بصرية، مما يشير إلى رؤية جيدة للألوان، وربما حتى في مستويات الإضاءة المنخفضة.

#### العين الجدارية (العين الثالثة)
للطراطرة عين ثالثة أعلى رأسها تسمى العين الجدارية. لها عدستها الخاصة، وسدادة جدارية تشابه القرنية وشبكية العين مع هيكل يشبه القصب، واتصال عصبي غير كامل بالدماغ. ولا تظهر العين الجدارية إلا في صغار الطراطرة، التي لها رقعة شفافة في أعلى مركز الجمجمة. وبعد أربعة إلى ستة أشهر تصبح مغطاة بقشور وصبغة معتمة. استخدام العين الثالثة غير معروف، ولكن قد يكون مفيدًا في امتصاص الأشعة فوق البنفسجية لإنتاج فيتامين د، وكذلك لتحديد دورات الضوء/الظلام، والمساعدة في التنظيم الحراري. ومن بين جميع رباعيات الأرجل الموجودة، فإن العين الجدارية هي الأكثر وضوحًا في اللطراطرة. فهي جزء من المركب الصنوبري، والجزء الآخر منه هي الغدة الصنوبرية، التي تفرز الميلاتونين في الليل. ثبت أن بعض السلمندر تستخدم الأجسام الصنوبرية لديها لإدراك الضوء المستقطب، وبالتالي تحديد موضع الشمس، حتى تحت الأجواء السحابية، مما يساعد في التنقل.

#### السمع
```
تمتلك الطراطرة جنبا إلى جنب مع 
السلاحف
 أكثر أجهزة السمع بدائية من بين السلويات. ولا توجد 
طبلة أذن
 ولا فتحة للأذن،
[
39
]
 ويمتلئ تجويف 
الأذن الوسطى
 بأنسجة رخوة، معظمها من 
الأنسجة الدهنية
. تتلامس 
الركاب
 مع 
العظم المربعي
 (الغير متحرك)، وكذلك 
العظم اللامي
 
والعظم القشري
. 
الخلايا الشعرية
 غير متخصصة ومعصبة بألياف عصبية 
حسية
 
وصادرة
 ولا تستجيب الا للترددات المنخفضة. على الرغم من أن أعضاء السمع ضعيفة التطور وبدائية مع عدم وجود آذان خارجية مرئية، إلا أنها لا تزال تظهر استجابة ترددية من 100 إلى 800 
هرتز
، مع حساسية قصوى تبلغ 40 
ديسيبل
 عند 200 هرتز.
[
45
]
```

#### مستقبلات الروائح
عادة ما يكون للحيوانات التي تعتمد على حاسة الشم لالتقاط الفريسة أو الهروب من الحيوانات المفترسة أو التفاعل مع البيئة التي تعيش فيها العديد من مستقبلات الرائحة. وهذه المستقبلات تكون في الأغشية التغصنية للخلايا العصبية للكشف عن الروائح. يحتوي الطراطرة على حوالي 472، وهو يقارب ما لدى الطيور أكثر من العدد الكبير من المستقبلات التي قد تمتلكها السلاحف والتماسيح.

### العمود الفقري والضلوع
يتكون العمود الفقري للطراطرة من فقرات مقعرة الوجهين ومخصرة. وهذه هي الحالة الطبيعية لفقرات الأسماك وبعض البرمائيات، ولكنها فريدة من نوعها للطراطرة من بين السلويات. تحتوي الأجسام الفقرية على ثقب صغير يمر من خلاله بقايا ضيقة من الحبل الظهري؛ وكان هذا نموذجيًا في الزواحف الأحفورية البدائية، لكنه فقد في معظم السلويات الأخرى.
للطراطرة أضلاع بطن، وهي أحد سمات أسلافها المفترضة لثنائيات الأقواس. وتوجد لدى بعض السحالي، وهي تتكون في الغالب من الغضاريف، ولا ترتبط بالعمود الفقري أو الضلوع الصدرية. والأضلاع الحقيقية هي نتوءات صغيرة، مع عظام صغيرة معقوفة، تسمى النتوءات الخطافية، وتوجد في مؤخرة كل ضلع. هذه الميزة موجودة أيضًا في الطيور. وتعتبر الطراطرة رباعي الأرجل الحي الوحيد الذي يحتوي على أضلاع بطن ونتوءات خطافية متطورة.
كانت أضلاع البطن والنتوءات الخطافية في رباعيات الأرجل البدائية بجانب العناصر العظمية مثل الصفائح العظمية في الجلد (الجلد العظمي) وعظمة الترقوة، قد شكلت نوعًا من الهيكل الخارجي حول الجسم، مما يحمي البطن ويساعد لحمل الأحشاء والأعضاء الداخلية. من المحتمل أن تكون هذه التفاصيل التشريحية قد تطورت من الهياكل المشاركة في التنقل حتى قبل أن تغامر الفقاريات على الأرض. قد تكون لأضلاع البطن دورا في عملية التنفس لدى البرمائيات والزواحف المبكرة. ويعتبر ترتيب أحزمة الحوض والكتف مختلف عن الموجودة في السحالي، وكذلك الأجزاء الأخرى من التشريح الداخلي وحَراشِفها.

### الذيل والظهر
الصفائح الشوكية الموجودة على ظهر الطراطرة وذيله تشابه إلى حد كبير إلى تلك الموجودة في التمساح أكثر من كونها سحلية، لكن الطراطرة تشترك مع السحالي في القدرة على قطع ذيلها عند اصطيادها من قبل حيوان مفترس، ومن ثم تجديدها. ويستغرق إعادة النمو وقتًا طويلاً ويختلف عن نمو السحالي. تم نشر تقارير مصورة عن تجديد الذيل في الطراطرة بواسطة كل من "لورينزو اليباردي" و"ماير روشو".

### تحديد العمر
يوجد حاليًا وسيلتان لتحديد عمر الطراطرة. باستخدام الفحص المجهري، ويمكن التعرف على حلقات "أَليفُ الهيماتُوكْسيلين" وإحصائها في كل من سُلاَمَياتُ أَصَابِعِ اليَدِ وعظم الفخذ. ويمكن استخدام حلقات سُّلامَيات "أَليفُ الهيماتُوكْسيلين" للطراطرة حتى سن 12-14 عامًا، حيث تتوقف عن التكون في هذا العمر تقريبًا. وتتبع حلقات عظم الفخذ اتجاهًا مشابهًا، ولكنها مفيدة للطراطرة حتى سن 25-35 عامًا، وحول هذا العمر، تتوقف حلقات الفخذ عن التكون. لا يزال البحث مستمر حول طرق تحديد العمر للطراطرة، حيث أن الطراطرة لها عمر أطول بكثير من 35 عامًا (الشائع حتى 60 عامًا، وقد عاش الطراطرة المأسور لأكثر من 100 عام). يمكن أن يكون أحد الاحتمالات من خلال فحص تآكل الأسنان ، حيث أن الطراطرة تضم مجموعة من الأسنان.

## التصنيف والتطور
1. الطراطرة
2. السحالي
3. الثعابين
4. التماسيح
5. الطيور

تصنيف تفرعي يُظهر علاقات الأعضاء الباقية في العظائيات. العناصر المرقمة هي:"السحالي" شبه عرقية. أطوال الفروع لا تشير إلى أوقات الاختلاف.

تنتمي الطراطرة مع عدد من الأعضاء الأخرى المنقرضة من رتبة منقاريات الرأس إلى الرتبة العلياء العظايا الحرشفية، وهي الفصيلة الوحيدة الباقية على قيد الحياة داخل تصنيف أشباه العظايا الحرشفية. تظهر كل من الحرشفيات والطراطرة انشطار ذاتي للذيل (فقدان طرف الذيل عند التهديد)، ولها شقوق مّذْرَقِيّة. ومن المحتمل أن يكون أصل الطراطرة قريبًا من الانقسام بين أشباه العظايا الحرشفية وأشباه الأركوصورات. وبالرغم من أن الطراطرة تشبه السحالي، إلا أن التشابه سطحي، لأن الفصيلة لها العديد من الخصائص الفريدة بين الزواحف. شكل السحلية النموذجي شائع جدًا في السلويات المبكرة؛ وأقدم أحفورة معروفة للزواحف، مستوطن الغابة التي تشبه السحلية الحديثة.
في عام 1831 تم تصنيف الطراطرة في الأصل على أنها سحالي عندما تلقى المتحف البريطاني جمجمة. وظل الجنس مصنفًا بشكل خاطئ حتى عام1867، عندما لاحظ ألبرت غونتر من المتحف البريطاني السمات المشابهة للطيور والسلاحف والتماسيح. واقترح رتبة "منقاريات الرأس" للطراطرة وأقاربها الأحفورية المنقرضة.
في مرحلة ما، تمت إحالة عدد من الأنواع ذات الصلة المتباينة بشكل غير صحيح إلى منقاريات الرأس، مما أدى إلى ما يسميه علماء التصنيف بـ"تصنيف سلة المهملات". اقترح العالم صامويل ويستون بأن "وتديات الأسنان" (Sphenodontia) تيشمل فقط الطراطرة وأقرب أقربائها من حفريات عام 1925. ومع ذلك ، فإن منقاريات الرأس هو الاسم الأقدم والمستخدم على نطاق واسع في هذا اليوم. كلمة (Sphenodon) مشتقة من اليونانية لـ"وتد" (σφήν ، σφηνός / sphenos) و "أسنان"(ὀδούς ، ὀδόντος / odontos).

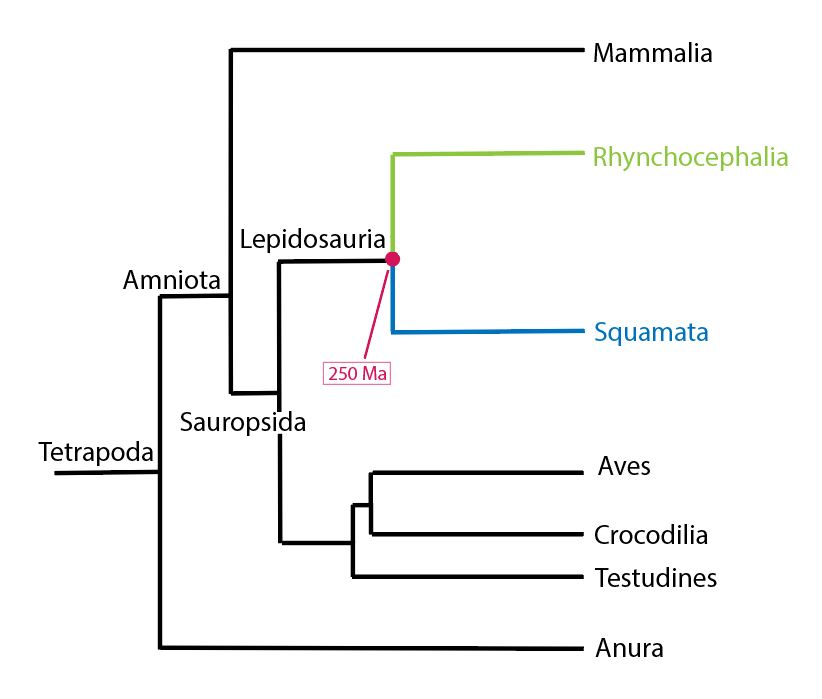
يظهر مخطط النسل تنوع رباعيات الأرجل. يشمل خمسة فروع داخل النوع الحيوي "عظائيات الوجه"، والتي تشمل الرتبة العليا العظايا الحرشفية التي تنوعت منذ 250 مليون عام، مما أدى إلى ظهور رتبتي الحرشفيات ومنقاريات الرأس. ولهذه الرتبة الأخيرة تنتمي الطراطرة. ولا يتناسب طول الفروع مع وقت التنويع.

تمت الإشارة إلى الطراطرة على أنها أحافير حية، لأنها تتميز بحفظها للعديد من الخصائص القاعدية من وقت انقسام "منقاريات الرأس المُحَرشَفة" (240 مليون سنة مضت). التحليلات المورفومترية للتباين في مورفولوجيا الفك بين الطراطرة وأقاربها المنقرضة من منقاريات الرأس كانت موضع جدال لإثبات المحافظة المورفولوجية ودعم تصنيف الطراطرة كـ "أحفورة حية"، ولكن تم انتقاد موثوقية هذه النتائج ونقاشها. تشير الأبحاث الإحاثية على منقاريات الرأس إلى أن المجموعة خضعت لمجموعة متنوعة من التغييرات في جميع أوقات حقبة الحياة الوسطى، وقد قُدِّر معدل التطور الجزيئي للطراطرة ليكون من بين أسرع حيوان تم فحصه حتى الآن. ومع ذلك، فقد توصل تحليل عام 2020 لجينوم الطراطرة إلى نتيجة معاكسة: فمعدل بدائل الحمض النووي لكل موقع هو في الواقع أقل من أي حرشفيات تم تحليلها. العديد من الأعشاش التي تحتلها السحالي اليوم كانت في السابق مملوكة من قبل منقاريات الرأس. حتى أنه كان هناك مجموعة ناجحة من منقاريات الرأس المائية المعروفة باسم بليوروصور [الإنجليزية]، والتي تختلف بشكل ملحوظ عن الطراطرة الحية. تُظهر الطراطرة تكيف للطقس البارد التي تسمح لها بالازدهار في جزر نيوزيلندا؛ قد يكون هذا التكيف فريدا من نوعه للطراطرة منذ أن عاشت أسلافها من "وتديات الأسنان" في المناخات الأكثر دفئًا خلال حقبة الحياة الوسطى. على سبيل المثال ، يبدو أن عمر البليوبلوروصور [الإنجليزية] أقصر بكثير مقارنةً بالطراطرة الحديثة. في نهاية المطاف، فإن معظم العلماء يعتبرون مصطلح "الأحافير الحية" غير مفيد ومضلل.

### الأنواع
حاليًا يعتبر النوع الحي الوحيد فقط هو الطراطرة، إلا أنه بالسابق قد تم تحديد نوعين : الطراطرة الشائعة أو الطراطرة الشمالية (Sphenodon punctatus) وطراطرة جزيرة برذرز (Sphenodon guntheri) الأكثر ندرة، والمحصور في جزيرة برذر الشمالية في مضيق كوك. إن الاسم المحدد اللاتيني (punctatus) تعني "مرقط"، وكلمة (Guntheri) تشير إلى عالم الزواحف البريطاني المولود في ألمانيا ألبرت غونتر. خلصت ورقة أعادت فحص عام 2009 للقواعد الجينية المستخدمة للتمييز بين النوعين المفترضين من الطراطرة إلى أنهما لا يمثلان سوى التغيرات الجغرافية، ويجب التعريف على نوع واحد فقط. وبالتالي ، تم إعادة تصنيف الطراطرة الشمالية على أنها (Sphenodon punctatus punctatus) وطراطرة جزيرة برذرز (Sphenodon punctatus guntheri). لا يمكن تمييز أفراد جزيرة برذرز عن العينات الحديثة والأحفورية الأخرى بناءً على مورفولوجيا الفك.
تتميز طراطرة جزيرة برذرز بجلد بني زيتي مع بقع صفراء، في حين أن لون الطراطرة الشمالية يتراوح من أخضر زيتي إلى رمادي داكن أو أحمر قرميدي، وغالبًا ما يكون مرقشًا، ودائمًا مع بقع بيضاء. بالإضافة إلى ذلك، فإن طراطرة جزيرة برذرز تعتبر أصغر بكثير. تم التعرف على نوع منقرض من الطراطرة في نوفمبر 1885 بواسطة "ويليام كولينسو"، الذي إرسال عينة غير مكتملة من الأحافير من منجم فحم محلي. وأطلق كولينسو على هذه الأنواع الجديدة (S.iversum).

## الخصائص الجينومية

### العناصر النووية الطويلة الانتشار (LINEs)
أكثر العناصر النووية الطويلة الانتشار (LINE) وفرة في الطراطرة هوL2 (%10). معظمهها مبعثر وبأمكانها أن تظل نشيطة. أطول عنصر L2 تم العثور عليه هو 4 كيلو قاعدة و 83% من التسلسلات بها ORF2p سليمة تمامًا. يعتبر عنصر CR1 ثاني أكثر العناصر تكرارًا (4%). ويُظهر التحليل الوراثي أن هذه التسلسلات مختلفة تمامًا عن تلك الموجودة في الأنواع الأخرى المجاورة مثل السحالي.وأخيرًا، أقل من 1% هي عناصر تنتمي إلى L1، وهي نسبة منخفضة نظرًا لأن هذه العناصر هي السائدة في الثدييات المشيمية.
عادةً ما تكون العناصر النووية الطويلة الانتشار السائدة هي CR1، على عكس ما شوهد في الطراطرة. وهذا يشير إلى أنه ربما كانت تكرارات الجينوم لعظائيات الوجه مختلفة جدًا مقارنة بالثدييات والطيور والسحالي.

### عناصر معقد التوافق النسيجي الكبير(MHCs)
من المعروف أن جينات معقد التوافق النسيجي الكبير (MHC) تلعب أدوارًا في مقاومة الأمراض، واختيار الشريك، والتعرف على الأقارب في أنواع الفقاريات المختلفة. ومن بين جينومات الفقاريات المعروفة، تعتبر معقدات التوافق النسيجي الكبير واحدة من أكثر الجينومات تعدد الأشكال. وفي الطراطرة، تم التعرف على 56 جينًا من معقد التوافق النسيجي الكبير. بعضها يشبه التي لدى البرمائيات والثدييات. يتم حفظ معظم معقدات التوافق النسيجي الكبير التي تم تهميشها في جينوم الطراطرة بشكل كبير، ولكن هناك إعادة ترتيب جيني كبير لوحظ في سلالات العظايا الحرشفية البعيدة.

### العناصر النووية القصيرة المتداخلة (SINEs)
العديد من العناصر التي تم تحليلها وموجودة في جميع السلويات، ومعظمها من الثدييات المتكررة المتداخلة أو "الحمض الريبوزي النووي الميكروي" (MIR)، وتحديداً تنوع الفصائل الفرعية من الحمض الريبوزي النووي الميكروي هو أعلى ما تمت دراسته حتى الآن في السلويات. تم تحديد 16 عائلة من العناصر النووية القصيرة المتداخلة التي كانت نشطة مؤخرًا.

### الحمض النووي القافز
يحتوي الطراطرة على 24 فصيلة فريدة من الحمض النووي القافز، و 30 فصيلة فرعية منها على الأقل كانت نشطة مؤخرًا. هذا التنوع أكبر مما تم العثور عليه في السلويات الأخرى، وبالإضافة إلى ذلك، تم تحليل آلاف النسخ المتطابقة من هذه الينقولات، مما يشير إلى وجود نشاط حديث للباحثين.

### النقال العكسي مكرر المطراف الطويل (LTR)
تم تحديد حوالي 7500 نقال عكسي مكرر المطراف طويل (LTR)، بما في ذلك 450 من الفيروسات الراجعة الداخلية (ERVs). وقد تعرفت الدراسات التي أجريت على عظائيات الوجه الأخرى على عدد مماثل، ولكن مع ذلك، في جينوم الطراطرة تم العثور على صنف قديم جدًا من الفيروسات الراجعة الداخلية تعرف باسم سبومافيروس (Spumavirus).

### الحمض النووي الريبوزي الغير مشفر
تم التعرف على أكثر من 8000 عنصر حمض نووي ريبوزي غير مشفر في جينوم الطراطرة، والتي تُشتق الغالبية العظمى منها حوالي 6900 ، من العناصر النشطة القابلة للنقل مؤخرًا. الباقي مرتبط بجسيمات الريبوسوم، الجسيمية والحمض النووي الريبوزي التعرفي على الإشارة.

### حمض نووي ميتوكوندريا
يبلغ حجم الحمض النووي المتقدر من جنس الطراطرة حوالي 18000 زوج قاعدي ويتكون من 13 جينًا لترميز البروتين و 2 حمض نووي ريبوزي ريبوسومي و 22 جين حمض نووي ريبوزي ناقل.

### مثيلة الحمض النووي
مثيلة الحمض النووي هي تعديل شائع جدًا في الحيوانات ويؤثر توزيع ثنائي النوكليوتيد CpG داخل الجينوم على هذه المثيلة. على وجه التحديد، تم العثور على 81% من ثنائي النوكليوتي CpG ميثلة في جينوم الطراطرة . تقترح المنشورات الحديثة أن هذا المستوى العالي من المثيلة قد يكون بسبب كمية العناصر المتكررة الموجودة في جينوم هذا الحيوان. هذا النمط أقرب لما يحدث في الكائنات الحية مثل الدانيو المخطط، حوالي 78%، بينما في البشر 70% فقط.

## السلوك

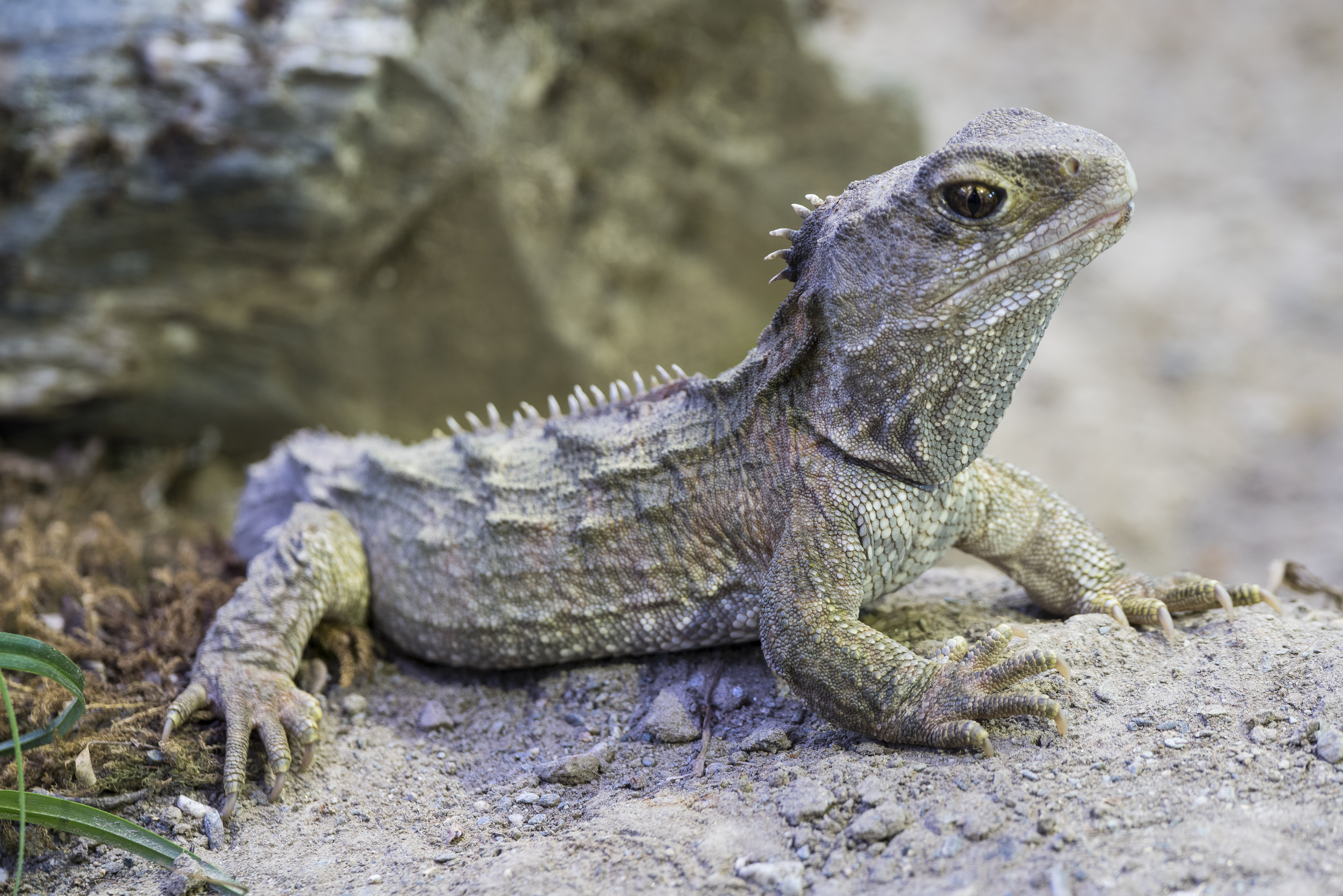
طراطرة تستمتع في مركز ويست كوست للحياة البرية، في فرانز جوزيف في إقليم الساحل الغربي

تعتبر الطراطرة البالغة من الزواحف الأرضية والليلية، رغم أنها غالبًا ما تستلقي تحت الشمس لتدفئة أجسامها. صغارها بعد الفقس تختبئ تحت جذوع الأشجار والحجارة، وهي نهارية، لأن البالغة منها تعتبر آكلة لحوم. تنشط الأحداث منها بالعادة في الليل، ولكن يمكن العثور عليها وهي نشطية أثناء النهار. يُعزى نمط حركة الأحداث إلى الروابط الجينية من النوع نفسه لتجنب المفترس والقيود الحرارية. تزدهر الطراطرة في درجات حرارة أقل بكثير من تلك التي تتحملها معظم الزواحف، وتعيش في سبات خلال فصل الشتاء. تظل نشطة في درجات حرارة منخفضة تصل إلى 5 درجات مئوية، في حين أن درجات الحرارة التي تزيد عن 28 درجة مئوية تكون قاتلة. تتراوح درجة حرارة الجسم المثلى للطراطرة من 16 إلى 21 درجة مئوية، وهي أدنى درجة حرارة مقارنة بالزواحف الأخرى. ودرجة حرارة جسم الطراطرة أقل من درجة حرارة الزواحف الأخرى، حيث تتراوح بين 5.2 - 11.2 درجة مئوية على مدار اليوم، في حين أن معظم الزواحف لديها درجة حرارة جسم حوالي 20 درجة مئوية. ويؤدي انخفاض درجة حرارة الجسم إلى بطء عملية التمثيل الغذائي.
تتقاسم الطيور البحرية المختبئة بالجحور مثل النوء وطيور الحيتان وجلم الماء موطن جزيرة الطراطرة خلال مواسم التعشيش. وتستخدم الطراطرة جحور الطيور كمأوى عند توفرها، أو تحفر جحورها. يساعد ذرق الطيور البحرية في الحفاظ على تجمع اللافقاريات التي يفترسها الطراطرة في الغالب؛ بما في ذلك الخنافس وصراصير الليل والعناكب والواتاس وديدان الأرض والحلزونات. وتتكون وجباتها الغذائية أيضًا من الضفادع والسحالي وبيض الطيور والكتاكيت. كما يتم أكل الطراطرة الصغيرة في بعض الأحيان. يختلف نظام الطراطرة الغذائي بشكل موسمي ولا يستهلك إلا البريونات الخيالية وبيضها في الصيف. في الظلام الدامس، لم تُلاحظ أي محاولة للتغذية على الإطلاق، وكانت أدنى شدة للضوء التي لوحظت فيها محاولة انتزاع خنفساء أقل من 0.0125 لكس. قد يوفر بيض وصغار الطيور البحرية المتوفرة موسمياً كغذاء للطراطرة أحماض دهنية أساسية. يدافع كلا الجنسين من الطراطرة عن أراضيه، ويهدد المتسللين ويعضهم في النهاية. ويمكن أن تسبب العضة إصابة خطيرة. وتكون العضة عند الأقتراب ولن يفلتها بسهولة.

## التكاثر
تتكاثر الطراطرة ببطء شديد، وتستغرق مرحلة النضج الجنسي من 10 إلى 20 عامًا. ورغم أن معدل تكاثرها بطيء، إلا أن الطراطرة لديها أسرع حيوانات منوية سباحة بمقدار مرتين إلى أربع مرات مقارنة بجميع الزواحف التي تمت دراستها سابقًا. ويحدث التزاوج في منتصف الصيف؛ وتضع الإناث البيض مرة كل أربع سنوات. أثناء المغازلة، تصبح بشرة الذكر أغمق، ويرفع ذروته، ويسير حول الأنثى ببطء في دوائر بأرجل متيبسة. وعندها تخضع الأنثى، وتسمح للذكر بجماعها، أو تتراجع إلى جحرها. ليس للذكور قضيب. بل لديها شبه قضيب يستخدم لتوصيل الحيوانات المنوية إلى الأنثى أثناء الجماع. وتتكاثر عن طريق رفع الذكر لذيل الأنثى ووضع فتحة مذرقه على مذرقها. وتسمى هذه العملية أحيانًا باسم "قبلة المذرق". تنتقل الحيوانات المنوية إلى الأنثى، تمام مثل عملية التزاوج عند الطيور. وتعد الطراطرة جنبا إلى جنب مع الطيور أحد الأعضاء القلائل في السلويات التي فقدت قضيبها الموروث من أسلافها.
يحتوي بيض الطراطرة على قشرة ناعمة تشبه الجلد الرقيق بسمك 0.2 مم وتتكون من بلورات الكالسيت المدمجة بمصفوفة من الطبقات الليفية. تستغرق الإناث ما بين سنة وثلاث سنوات لتزويد البيض بالصفار ، وسبعة أشهر لتكوين القشرة. ثم يستغرق ما بين 12 و 15 شهرًا من التزاوج إلى التفقيس. وهذا يعني أن التكاثر يحدث على فترات تتراوح بين سنتين إلى خمس سنوات، وهي الأبطأ في الزواحف. من المعروف أن الطراطرة البرية لا تزال تتكاثر حتى عمر 60 عامًا تقريبًا؛ وأصبح "هنري"، ذكر الطراطرة في متحف ساوثلاند في إنفركارجل بنيوزيلندا، وقد أصبح أبًا (ربما لأول مرة) في 23 يناير 2009، عن عمر يناهز 111 عامًا، مع أنثى تبلغ من العمر 80 عامًا.
يعتمد جنس التفريخ على درجة حرارة البويضة، حيث يميل البيض الأكثر دفئًا إلى إنتاج ذكور الطراطرة، بينما ينتج البيض الأكثر برودة إناثًا. ولدى البيض المحتضن عند 21 درجة مئوية فرصة متساوية في أن يكون ذكرا أو أنثى. ومع ذلك، عند 22 درجة مئوية، من المرجح أن يكون 80% من الذكور، وعند 20 درجة مئوية، من المرجح أن يكون 80% من الإناث؛ وعند درجة حرارة 18 درجة مئوية، ستكون جميع الصغار من الإناث. وتشير بعض الأدلة إلى أن تحديد الجنس في الطراطرة يتم تحديده من خلال عوامل وراثية وبيئية.
من المحتمل أن تكون الطراطرة أبطأ معدل نمو مقارنة بالزواحف الأخرى، حيث تستمر في النمو بشكل أكبر خلال الـ 35 سنة الأولى من حياتها. يبلغ متوسط العمر الافتراضي حوالي 60 عامًا، لكن يمكن أن تعيش أكثر من 100 عام؛ ويمكن أن تكون الطراطرة هي الزواحف الثانية كأطول عمر بعد السلاحف.[بحاجة لمصدر] يعتقد بعض الخبراء أن الطراطرة الأسيرة يمكن أن تعيش ما يصل إلى 200 عام. قد يكون هذا مرتبطًا بالجينات التي توفر الحماية ضد مركبات الأكسجين التفاعلية. يحتوي جينوم الطراطرة على 26 جينًا تقوم بتشفير السلينوبروتينات و 4 جينات الحمض الريبي النووي النقال الخاصة بالسيلينوسيستئين. في البشر، تحتوي السلينوبروتينات على وظيفة مضادات الأكسدة وتنظيم الأكسدة والاختزال وتوليف هرمونات الغدة الدرقية. لم يتم إثبات ذلك بشكل كامل، ولكن قد تكون هذه الجينات مرتبطة بطول عمر هذا الحيوان أو قد تكون ظهرت نتيجة لانخفاض مستويات السيلينيوم والعناصر الشحيحة الأخرى في الأنظمة الأرضية النيوزيلندية.

## الحماية
الطراطرة محمية تمامًا بموجب قانون الحياة البرية النيوزيلندي لعام 1953. هذه الأنواع مدرج أيضًا في الملحق الأول من معاهدة التجارة العالمية لأصناف الحيوان والنبات البري المهدد بالانقراض (CITES) مما يعني أن التجارة الدولية في عينات المصادر البرية محظورة وجميع التجارة الدولية الأخرى (بما في ذلك الأجزاء والمشتقات) ينظمها نظام تصاريح (CITES).

### التوزيع والتهديدات
كانت الطراطرة منتشرة على نطاق واسع في الجزر الرئيسية الشمالية والجنوبية من نيوزيلندا، حيث أنه تم العثور على بقايا أحفورية في الكثبان الرملية والكهوف ونفايات الماوري. وقد تم القضاء عليها في الجزر الرئيسية قبل الاستيطان الأوروبي، وكانت محصورة لفترة طويلة في 32 جزيرة بحرية خالية من الثدييات. ويعتبر الوصول إلى هذه الجزر صعب، وهي مستعمرة من قبل عدد قليل من أنواع الحيوانات، مما يشير إلى أن بعض الحيوانات الغائبة عن هذه الجزر ربما هي التي تسببت في اختفاء الطراطرة من البر الرئيسي. ومع ذلك، فإن الجرذان البولينيزية قد نشأ مؤخرًا في العديد من الجزر، ولازالت الطراطرة مستمرة بالعيش، لكنها لا تتكاثر في هذه الجزر. بالإضافة إلى أن الطراطرة أصبحت أكثر ندرة في الجزر المأهولة بالجرذان. في القرن الماضي انقرض 25% من مجموعات الطراطرة المتميزة قبل أعمال الحفظ.
ويشير الاكتشاف الأخير لصغار الطراطرة في البر الرئيسي إلى أن محاولات إعادة إنشاء عشيرة تكاثر في البر الرئيسي من نيوزيلندا قد حققت بعض النجاح. يقدر إجمالي عدد الطراطرة ما بين 60,000 و 100,000.

#### تغير المناخ
كما هو معروف أن تحديد جنس الطراطرة يعتمد على درجة الحرارة ، فهذا يعني أن درجة حرارة البويضة تحدد جنس الحيوان. بالنسبة للطراطرة، فإن درجات حرارة حضانة البيض المنخفضة تؤدي إلى أنتاج الإناث بينما درجات الحرارة المرتفعة تؤدي إلى أنتاج الذكور. ونظرًا لأن درجات الحرارة العالمية تزداد بوتيرة أسرع من أي وقت مضى، فإن الباحثين قلقون من أن تغير المناخ يحرف نسبة الذكور إلى الإناث في الطراطرة وأنه في غضون بضعة عقود سيكون جميع ذرية الطراطرة من الذكور.

### استئصال الفئران
تمت إزالة الطراطرة من جزر ستانلي وريد ميركوري وكوفيير في عامي 1990 و 1991، وتم الاحتفاظ بها مأسورة لتساعد على القضاء على الفئران البولينيزية في تلك الجزر. وقد اسرت جميع الأنواع الموجودة في الجزر الثلاثة جميع، وبعد القضاء على الفئران بنجاح، تم إعادتها جميعا، بما في ذلك صغارها الجديدة إلى جزرها الأصلية. في موسم 1991-1992، وُجد أن جزيرة ليتل باريير تحتوي على ثمانية فقط من الطراطرة، والتي تم أخذها إلى الأسر في موقع الحفظ، حيث أنتجت الإناث 42 بيضة، وتم تحضينها في جامعة فيكتوريا. تم وضع النسل الناتج بعد ذلك في حظيرة بالجزيرة، ثم تم إطلاقها في البرية في عام 2006 بعد استئصال الفئران من هناك.
تم القضاء على الفئران البولينيزية في كل من "جزيرة واتبوك" في عام 1993، وفي "جزيرة ليدي أليس" في عام 1994 ، وفي "جزيرة كوبرمين" في عام 1997. بعد هذا البرنامج ، شوهدت صغارها مرة أخرى في الجزر الثلاث الأخيرة. في المقابل، لا تزال الفئران موجودة في "جزيرة هين" من نفس المجموعة، ولم يُشاهد أي صغار للطراطرة هناك اعتبارًا من عام 2001. في جزر آلدرمن ، لا تحتوي "جزيرة ميدل شين" على طراطرة، ويُعتقد أنه من الممكن للفئران السباحة بين "ميدل شين" والجزر الأخرى التي تحتوي على طراطرة، وقد تم القضاء على الفئران في عام 1992 لمنع ذلك. تم إجراء عملية استئصال أخرى للقوارض في "جزر رانجيتوتو" شرق "جزيرة دورفيل"، للتحضير للإفراج عن 432 من صغار الطراطرة في مضيق كوك في عام 2004، والتي كانت تربى في جامعة فيكتوريا اعتبارًا من عام 2001.

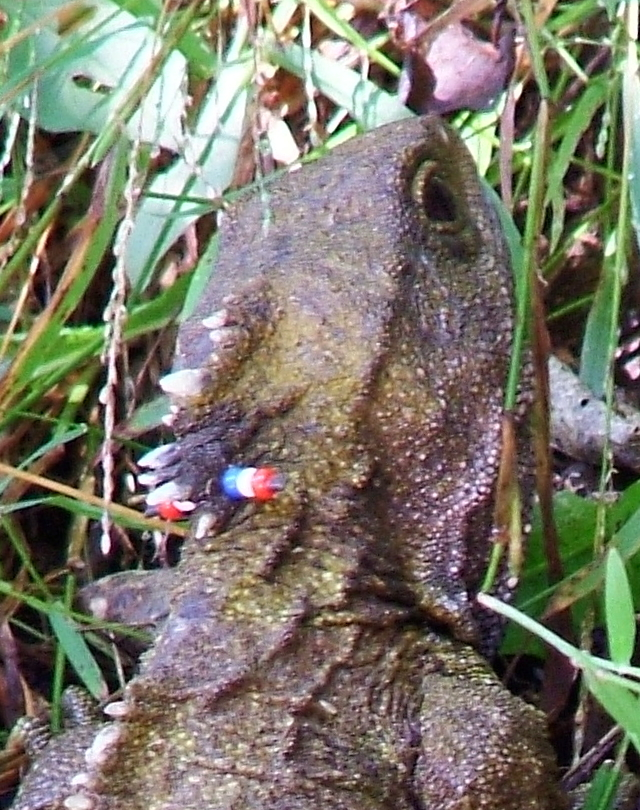
تم إعطاء التوتارا في محمية كاروري علامات ملونة على الرأس لتحديد الهوية.

#### طراطرة جزييرة برذر
يتواجد "طراطرة جزييرة برذر" (Sphenodon punctatus guntheri) بشكل طبيعي في جزيرة صغيرة واحدة ويبلغ عددها حوالي 400 حيوان. في عام 1995 ، تم نقل 50 حدثًا و 18 بالغًا من "طراطرة جزييرة برذر" إلى جزيرة تيتي في مضيق كوك، وتم رصد نشؤها. بعد ذلك بعامين، شوهد أكثر من نصف الحيوانات مرة أخرى وجميعها اكتسبت وزنا باستثناء واحد. في عام 1998 ، تم نقل 34 حدثًا من عمليات تكاثر في الأسر و 20 بالغًا تم صيدها من البرية إلى "جزيرة ماتيو/سوميز"، وهو موقع يسهل الوصول إليه بشكل أكبر في ميناء ويلينجتون. وقد كانت الأحداث المأسورة من إناث برية.
في أواخر أكتوبر 2007 ، تم جمع 50 طراطرا كبيض من جزيرة نورث براذر وتم تفقيسها في جامعة فيكتوريا وتم إطلاقها في لونغ آيلاند في مارلبورو ساوند الخارجية. تم رعاية الحيوانات في حديقة حيوانات ويلينجتون على مدى السنوات الخمس الماضية وتم الاحتفاظ بها سراً في حاوية مبنية خصيصًا في حديقة الحيوان، خارج العرض.
هناك عدد من "طراطرة جزييرة برذر" الأخرى خارج البلاد تم إعطاؤها لجمعية حديقة حيوان سان دييغو ويتم عرضها في منشأة حديقة حيوانات سان دييغو في بالبوا. ولم يتم الإبلاغ عن أي جهود إنجابية ناجحة حتى الآن.

#### الطراطرة الشمالية
تتواجد "الطراطرة الشمالية" (Sphenodon punctatus punctatus) بشكل طبيعي في 29 جزيرة ، ويقدر عددها بأكثر من 60,000 فرد. في عام 1996، تم نقل 32 من الطراطرة الشمالية البالغة من جزيرة موتوكي إلى موتوهورا. تقدر القدرة الاستيعابية لموتوهورا بـ 8500 فرد، ويمكن للجزيرة أن تسمح بمشاهدة الطراطرة البرية. في عام 2003، تم إدخال 60 طراطرا شماليًا إلى جزيرة تيريتري ماتانجي من الجزيرة الوسطى في مجموعة ميركوري. حيث يستطيع أن يشاهدها زوار الجزيرة من حين لآخر وهم يأخذون حمامات الشمس. تم إطلاق "الطراطرة الشمالية" في عام 2005 في البر الرئيسي في محمية كاروري المراقبة. تم إطلاق الدفعة الثاني للبر الرئيسي في أكتوبر 2007، عندما تم نقل 130 أخرى من جزيرة ستيفنز إلى محمية كاروري. في أوائل عام 2009 ، لوحظ أول نسل لمواليد برية مسجل.

### التربية في الاسر
يُعتقد أن أول تكاثر ناجح للتوتارا في الأسر قد حققه السير ألجرنون توماس إما في مكاتب جامعته أو مقر إقامته في شارع سيموندس في أواخر ثمانينيات القرن التاسع عشر أو في منزله الجديد في تروثل، في جبل إيدن في أوائل تسعينيات القرن التاسع عشر.[بحاجة لمصدر]
يزدهر الكثير من برامج تربية التوتارا في نيوزيلندا. حيث أن متحف ساوثلاند ومعرض الفنون في إنفركارجل كانت أول مؤسسة لديها برنامج تربية التوتارا. وابتداء من عام 1986 قاموا بتربية الطراطرة الشائعة (Sphenodon punctatus) ومؤخرًا ركزوا على طراطرة جزيرة برذرز (Sphenodon guntheri).
يتم توليد التوتارا في حديقة حيوان هاميلتون وحديقة حيوان أوكلاند وحديقة حيوان ويلنجتون ويتم إطلاقها في البرية. في التسعينيات في حديقة حيوان أوكلاند، تم اكتشاف أن التوتارا لديها تحديد جنس يعتمد على درجة الحرارة. تحتفظ جامعة فيكتوريا في ويلينغتون ببرنامج بحث في التربية الأسيرة للتوتارا، ويحتفظ مركز بوكاها / ماونت بروس الوطني للحياة البرية بزوج وحدث.[بحاجة لمصدر]
تحتوي ويلدنز ترست على حظيرة تربية توتارا في رواواي. وقد حدثت إحدى قصص نجاح التكاثر الأسيرة البارزة في يناير 2009، عندما فقست 11 بيضة تنتمي إلى التوتارا "هنري" البالغ من العمر 110 عامًا والتوتارا "ميلدريد" البالغة من العمر 80 عامًا. هذه القصة مميزة بشكل خاص حيث تطلب "هنري" عملية جراحية لإزالة ورم سرطاني من أجل التكاثر بنجاح.
في يناير 2016، أعلنت حديقة حيوان تشيستر، بإنجلترا ، أنها نجحت في تربية التوتارا في الأسر لأول مرة خارج وطنها.

## الأهمية الثقافية
تظهر التوتارا في عدد من الأساطير المحلية، وتُحمل على أنها أريكي "ariki" (أشكال إله). ويُنظر إلى التوتارا على أنهم رسل ويرو، إله الموت والكارثة، ويُحظر على نساء الماوري أكلهن. تشير التوتارا أيضًا إلى تابو "tapu" (حدود ما هو مقدس ومقيّد)، والتي يوجد بعدها مانا "mana"، مما يعني أنه قد تكون هناك عواقب وخيمة إذا تم تجاوز هذه الحدود. تقوم نساء الماوري في بعض الأحيان بالوشم بصور سحالي، وبعضها قد يمثل التوتارا، بالقرب من أعضائهن التناسلية. اليوم، يُنظر إلى التوتارا على أنه تاونغا "Taonga" (كنز خاص) إلى جانب اعتباره كايتياكي "kaitiaki" (وصي) المعرفة.
يظهر التوتارا على وجه واحد من العملة النيوزيلندية ذات الخمسة سنتات، والتي تم التخلص منها تدريجياً في أكتوبر 2006. كان التوتارا أيضًا اسمًا لمجلة الجمعية البيولوجية لكلية جامعة فيكتوريا وبعد ذلك جامعة فيكتوريا في ويلينغتون، التي نُشرت خلال الفترة من عام 1947 حتى عام 1993. تم الآن رقمنتها من قبل مركز النص الإلكتروني النيوزيلندي، وكذلك في فيكتوريا.

## في الثقافة الشعبية
- ظهر التوتارا باسم "Tua" بشكل بارز في رواية 2017 (Turtles All the Way Down) للكاتب جون غرين.[120]
- كان التوتارا مصدر إلهام لبطل "DC Comics" الخارق، وبعين ثالثة، يُدعى "Tuatara"، عضو في "Global Guardians".
- هناك علامة تجارية من البيرة النيوزيلندية تحمل اسم التوتارا والتي تشير بشكل خاص إلى العين الثالثة في إعلاناتها.[121]
- تم تسمية السيارة الخارقة التوتارا، التي صممتها وصنعتها أس أس سي نورث أمريكا، بمدن تري بواشنطن، على اسم هذه الزواحف، مشيرة إلى الحمض النووي السريع التطور و "القمم على ظهرها" كمصدر إلهام في ابتكار السيارة.
- اختار فريق "أوكلاند توتارا"، أحد فريقي موسم دوري البيسبول الأسترالي 2018-2019، اسم توتارا للاحتفال بمرونة الزواحف القديمة، ولزيادة الوعي بالتزام نيوزيلندا بحماية هذه الأنواع.
- التوتارا اسم لفرقة موسيقية من سياتل سميت على هذا النوع.
- يوم التوتارا هو 2 مايو[122] للاعتراف باليوم الذي تم فيه التعرف على التوتارا لأول مرة على أنه ليس سحلية.[11]
- في الموسم الأول من خاتمة أبوت الابتدائية[123] يتم استخدام التوتارا القديم المسمى Duster لتمثيل موضوعات الشيخوخة والانتقال.